# 꿈을 쏘다
《꿈을 쏘다》는 대한민국의 채널A의 예능 프로그램이다. 증권맨을 꿈꾸는 지원자들을 공개 모집해 다양한 미션을 거치게 한 뒤 현대증권 정규직으로 취업하게 해주는 리얼 채용 버라이어티 프로그램이다.

## 방송 시간
- 2013년 5월 11일 ~ 2013년 6월 1일 : 매주 토요일 오전 10시 50분